# Relative Strangers - Aiuto! sono arrivati i miei
Relative Strangers - Aiuto! Sono arrivati i miei (Relative Strangers) è un film del 2006 diretto da Greg Glienna ed interpretato da Ron Livingston, Neve Campbell, Danny DeVito e Kathy Bates.
Il film si basa sulla storia vera capitata al miglior amico del regista Greg Glienna.

## Trama
Richard Clayton  è uno psicologo  trentaquattrenne appartenente alla medio-alta borghesia americana e  ha da poco pubblicato un libro di successo sul controllo della rabbia. Tra la promozione del libro e i preparativi per il matrimonio con la fidanzata Hellen tutto sembra andare per il meglio, ma a pochi giorni dalle nozze i suoi genitori gli confessano di non essere i suoi genitori naturali ma di averlo adottato.
Dopo lo sgomento iniziale Richard ingaggia un investigatore privato per rintracciarli e l'uomo ci riesce abbastanza facilmente.  Ma Frank Porcheria (Menure nella versione originale), piazzista di insetticidi, e sua moglie Agnese, casalinga, sono tutt'altri genitori rispetto a quelli che Richard si aspettava: chiassosi, rozzi, inclini al litigio e ai battibecchi anche in pubblico, ma in fondo di buon cuore e molto legati l'uno all'altra.
La coppia dovrebbe fermarsi solo per un weekend ma un imprevisto (la distruzione della loro casa-roulotte) li costringe a fermarsi a  tempo indefinito. La loro presenza scatenerà una serie di eventi tragicomici sconvolgendo completamente la vita del protagonista, arrivando a mettere in crisi anche la carriera e la relazione con Hellen.
Dopo aver capito quanto mettano in imbarazzo il figlio, la coppia decide di andarsene, riprendendo il loro vecchio lavoro di giostrai al seguito di un circo itinerante. Ma la lontananza farà riflettere Richard che ormai, nel bene e nel male, si è affezionato ai suoi buffi genitori.

## Distribuzione
Il film è uscito in Italia solamente in home video.